# Pike Creek Valley
Pike Creek Valley est une census-designated place située dans le comté de New Castle, dans l’État du Delaware, aux États-Unis. Sa population s’élevait à 11 217 habitants lors du recensement de 2010.

## Source
- (en) Cet article est partiellement ou en totalité issu de l’article de Wikipédia en anglais intitulé « Pike Creek Valley, Delaware » (voir la liste des auteurs).